# Estación Pazos Kanki
Pazos Kanki es una estación ferroviaria ubicada en el paraje rural de Pazos Kanki, en el partido de Partido de General Pinto, Provincia de Buenos Aires, Argentina.

## Ubicación
La estación, se encuentra ubicada a 364 km de la Estación Once.

## Servicios
No presta servicios de pasajeros desde agosto de 2015.
Sus vías están concesionadas a la empresa de cargas Ferroexpreso Pampeano.